# Дзаньоло, Игор
Игор (Игорь) Дзаньоло (итал. Igor Zaniolo; род. 12 марта 1973 года, Генуя, Италия) — итальянский футболист, выступающий на позиции нападающего.

## Карьера
Игорь Дзаньоло женат на итальянке Франческе Коста. Имеет двух детей: Николо (1999) и Бенедетту (2004); старший сын Николо также является футболистом, игроком турецкого «Галатасарая».
На протяжении нескольких сезонов играл в клубе «Специя», выступающем в Серии C, забив 34 гола в 104 играх лиги. В сезоне 2001/2002 дебютировал в Серии B. Это произошло 26 августа 2001 года в матче с «Козенцей». Матч закончился со счётом (2:1). Тренер «Козенцы» Луиджи Де Роса сделал Игоря ключевым игроком команды. В дебютном сезоне Дзаньоло забил 13 голов в 27 играх чемпионата.
Также, он играл за другие клубы Серии B: «Тернана», «Салернитана» и «Мессина» Бортоло Мутти, которая получила повышение в Серию А в сезоне 2003/2004 года, в том числе, благодаря шести голам, забитым Дзаньоло. Игорь, однако, остался в Серии B, перейдя в «Салернитану». На высшем уровне Дзаньоло так и не сыграл.